# عبد الفتاح الجمل
عبد الفتاح الجمل (? - توفي 1994)، هو كاتب صحفي مصري.

## نشأته
بدأ حياته المهنية مدرساً، ثم انتقل عام 1956م إلى صحيفة «المساء» ومنها انتقل في الستينيات من القرن العشرين إلى صحيفة «الأخبار» وأشرف على الملحق الأدبي بها، حيث رعى من خلاله العديد من المواهب في مجالات الأدب المختلفة، ووصل في العمل الصحافي إلى درجة مدير تحرير، وقبيل نهاية الثمانينيات اعتزل العمل الصحافي وتفرغ للكتابة. توفي عام 1994 عن عمر يناهز السبعين عاماً.

## من مؤلفاته
- رواية «الخوف»
- آمون
- طواحين الصمت
- وقائع عام الفيل
- حكايات شعبية من مصر
- خرافا إيسوب (ترجمة).

## الجوائز
- حاصل على جائزة الدولة التقديرية.

## وصلات خارجية
- عبد الفتاح الجمل.. صانع أدباء مصر